# Vittoria Aganoor
Vittoria Aganoor (Pàdua, 26 de maig de 1855 - Perusa, 8 de maig de 1910) va ser una poeta italiana d'ascendència armènia.
De noble família armènia naturalitzada italiana, cinquena filla del comte Edoardo Aganoor i de Giuseppina Pacini, va passar la seva infància a Pàdua, per després traslladar-se a Venècia amb la seva família. Andrea Maffei i Antonio Fogazzaro, entre altres celebritats, van passar per la seva casa durant eixa època.
Giacomo Zanella fou professor seu durant quinze anys: va ser testimoni també dels seus primers passos com a poeta lírica. Malgrat el trasllat de la seva família a Venècia, Victòria va tornar a Pàdua i va viure per molt de temps a casa dels seus avis per poder estudiar amb Zanella. El 1876, el seu mestre li va fer publicar un assaig poètic que incloïa també algunes obres líriques de la seva germana Elena Aganoor.

## Obres
Literàries
- I cavalli di San Marco, Venècia, Stab. Tip. C. Ferrari, 1892;
- A mio padre. Versi, Venècia, Stab. Tip. Lit. C. Ferrari, 1893;
- Leggenda eterna, Milà, Treves, 1900;
- Nuove Liriche, Roma, Nuova antologia, 1908;
- Poesie complete, Florència, Successori Le Monnier, per Luigi Grilli, 1912, i la posterior edició, com a avançament va dur a terme una lectura de l'autora al Col·legi Romà, Florència, F. Le Monnier, 1927;
- Nuove liriche, de John Butcher, Bologna, Nuova S1, 2007;

Cartes i correspondència
- Lettere a Domenico Gnoli, 1898-1901, per primera vegada publicat per Biagia Marniti, Caltanissetta, Roma, Sciascia, 1967;
- Lettere a Giacomo Zanella (1876-1888), per Adriana Chemello, Mirano, Eidos, 1996;
- Lettere scelte di Vittoria Aganoor ad Antonio Fogazzaro, per Brunone De Toffol, Mansue, Comune, Biblioteca comunale, 2002;
- Aganoor, la brezza e il vento, corrispondenza di Vittoria Aganoor a Guido Pompilj, per Lucia Ciani, Bologna, Nuova S1, 2004;
- Vittoria Aganoor, Almerigo da Schio, lettere (1886-1909), per Lucia Ciani, Sl, Ribis, 2005;